# Segundo Gobierno de Stalin
El Segundo Gobierno de Stalin fue el gabinete de la Unión Soviética establecido el 19 de marzo de 1946 con Iósif Stalin como jefe de Gobierno, desempeñándose como presidente del Consejo de Ministros. Se emitió mediante un decreto del Sóviet Supremo de la Unión Soviética, emitido el 15 de marzo de 1946, según el cual el Consejo de Comisarios del Pueblo pasó a llamarse Consejo de Ministros.

## Actividad
Las tareas y funciones de los miembros del Consejo de Ministros no cambiaron en relación con las de las del Consejo de Comisarios del Pueblo, sino que solo cambió el nombre del organismo para ajustarse a las prácticas internacionales. La II Convocatoria del Sóviet Supremo de la Unión Soviética se convocó el 10 de febrero de 1946. El 19 de marzo de 1946, tras un decreto emitido por el Sóviet Supremo, se aprobó la integración del Consejo de Ministros de la URSS.
El Consejo de Ministros de la Unión Soviética implementó el cuarto plan quinquenal de desarrollo económico (1946-1950), con la tarea establecida por Stalin el 9 de febrero de 1946: "restaurar las áreas del país afectadas por la guerra, restaurar la industria y agricultura a los niveles anteriores a la guerra, y luego trascender a una mayor escala de crecimiento o un crecimiento significativamente menor". En 1945, la industria creció un 92% con respecto a 1940, y al mismo tiempo la producción de petróleo produjo 19.436 toneladas.
En 1950, la aviación civil transportó 3,5 veces más pasajeros que en 1940. El volumen de producción de productos mecánicos en la URSS en 1950 fue 2,3 veces mayor que en 1940. En 1947, los automóviles se produjeron 9,6 veces más, en 1950 se produjeron 64 600 automóviles.
A fines de 1947, el Consejo de Ministros de la URSS llevó a cabo una reforma monetaria. La reforma monetaria se llevó a cabo en forma de valor nominal. Junto con la reforma monetaria, se abolió el racionamiento del suministro de alimentos y bienes de consumo. La reforma se hizo un cambio de efectivo en una semana en todo el país, en zonas remotas del Norte se llevó a cabo en dos semanas.
En octubre de 1948, el Consejo de Ministros y el Comité Central del Partido Comunista de la Unión Soviética emitieron un decreto "Plan para plantar cortavientos, introducción de pastos de rotación de cultivos y construcción de estanques y lagos. contenidos para garantizar altos rendimientos de cultivos en la estepa y los bosques esteparios de las regiones europeas de la Unión Soviética". 
Después de que la Unión Soviética desarrollara con éxito el proyecto de armas nucleares soviéticas, la Unión Soviética se convirtió en el segundo país en tener armas nucleares, terminando con el monopolio nuclear estadounidense.

## Composición[1]
| Ministro                                          | Titular                            | Partido |
| ------------------------------------------------- | ---------------------------------- | ------- |
| Presidente                                        | Iósif Stalin                       | PCU (b) |
| Primer Vicepresidente                             | Viacheslav Mólotov                 | PCU (b) |
| Vicepresidentes                                   | Lavrenti Beria                     | PCU (b) |
| Vicepresidentes                                   | Andréi Andréyev                    | PCU (b) |
| Vicepresidentes                                   | Nikolái Bulganin                   | PCU (b) |
| Vicepresidentes                                   | Nikolái Voznesenski                | PCU (b) |
| Vicepresidentes                                   | Kliment Voroshílov                 | PCU (b) |
| Vicepresidentes                                   | Aleksándr Yéfremov                 | PCU (b) |
| Vicepresidentes                                   | Lázar Kaganóvich                   | PCU (b) |
| Vicepresidentes                                   | Alekséi Kosyguin                   | PCU (b) |
| Vicepresidentes                                   | Alekséi Krutikov                   | PCU (b) |
| Vicepresidentes                                   | Gueorgui Malenkov                  | PCU (b) |
| Vicepresidentes                                   | Viacheslav Malyshev                | PCU (b) |
| Vicepresidentes                                   | Anastás Mikoyán                    | PCU (b) |
| Vicepresidentes                                   | Máksim Sabúrov                     | PCU (b) |
| Vicepresidentes                                   | Iván Tevosian                      | PCU (b) |
| Administrador de Asuntos                          | Yákov Chadeiév (1946-1949)         | PCU (b) |
| Administrador de Asuntos                          | Mijaíl Pomaznev (1949-1950)        | PCU (b) |
| Asuntos Exteriores                                | Viacheslav Mólotov (1946-1949)     | PCU (b) |
| Asuntos Exteriores                                | Andréi Vyshinski (1949-1950)       | PCU (b) |
| Fuerzas Armadas                                   | Iósif Stalin (1946-1947)           | PCU (b) |
| Fuerzas Armadas                                   | Nikolái Bulganin (1947-1949)       | PCU (b) |
| Fuerzas Armadas                                   | Aleksándr Vasilievski (1949-1950)  | PCU (b) |
| Comercio Exterior                                 | Anastás Mikoyán (1946-1949)        | PCU (b) |
| Comercio Exterior                                 | Mijaíl Ménshikov (1949-1950)       | PCU (b) |
| Industria Alimentaria                             | Vasili Zotov (1949-1949)           | PCU (b) |
| Industria Alimentaria                             | Dmitri Pávlov (1949-1950)          | PCU (b) |
| Comercio                                          | Aleksándr Liubimov (1946-1948)     | PCU (b) |
| Comercio                                          | Vasili Zhavoronkov (1948-1950)     | PCU (b) |
| Ferrocarriles                                     | Iván Kovalev (1946-1948)           | PCU (b) |
| Ferrocarriles                                     | Boris Beshev (1948-1950)           | PCU (b) |
| Comunicaciones                                    | Konstantín Serguéichuk (1946-1948) | PCU (b) |
| Comunicaciones                                    | Nikolái Psurtsev (1948-1950)       | PCU (b) |
| Industria Forestal                                | Mijaíl Saltikov (1946-1947)        | PCU (b) |
| Industria Forestal                                | Gueorgui Orlov (1947-1948)         | PCU (b) |
| Papel y Celulosa                                  | Gueorgui Orlov (1946-1947)         | PCU (b) |
| Papel y Celulosa                                  | Serguéi Kómarov (1947-1948)        | PCU (b) |
| Industria Forestal y de Papel                     | Gueorgui Orlov (1948-1950)         | PCU (b) |
| Industria Ligera                                  | Serguéi Lukin (1946-1947)          | PCU (b) |
| Industria Ligera                                  | Nikolái Ermolaévich (1947-1948)    | PCU (b) |
| Industria Ligera                                  | Alekséi Kosyguin (1948-1950)       | PCU (b) |
| Industria Aeronáutica                             | Mijaíl Jrunichev                   | PCU (b) |
| Industria Naval                                   | Alekséi Goregliad (1946-1950)      | PCU (b) |
| Industria Naval                                   | Viacheslav Malyshev (1950)         | PCU (b) |
| Armamento                                         | Dmitri Ustínov                     | PCU (b) |
| Ingeniería Eléctrica Agrícola                     | Borís Vannikov (1946)              | PCU (b) |
| Ingeniería Eléctrica Agrícola                     | Piótr Goremykin (1946-1950)        | PCU (b) |
| Construcción y Obras Especiales                   | Nikolái Kazakov                    | PCU (b) |
| Industria Automotriz                              | Stepan Akopov                      | PCU (b) |
| Maquinaria Agrícola y Automovilística             | Stepan Akopov                      | PCU (b) |
| Mecánica y Herramientas                           | Piótr Parshin                      | PCU (b) |
| Metalurgia Ferrosa                                | Iván Tevosian (1946-1948)          | PCU (b) |
| Metalurgia No Ferrosa                             | Piótr Lomako (1948-1948)           | PCU (b) |
| Industria Metalúrgica                             | Iván Tevosian (1948-1950)          | PCU (b) |
| Industria Petrolífera del Este (1946-1948)        | Mijaíl Evseenko                    | PCU (b) |
| Industria Petrolífera del Oeste y Sur (1946-1948) | Nikolái Baibakov                   | PCU (b) |
| Industria de Petróleo                             | Nikolái Baibakov                   | PCU (b) |
| Industria de Carbón del Este                      | Vasili Vajrushev (1946-1947)       | PCU (b) |
| Industria de Carbón del Este                      | Dmitri Onica (1947-1948)           | PCU (b) |
| Industria de Carbón del Oeste                     | Dmitri Onica (1946-1947)           | PCU (b) |
| Industria de Carbón del Oeste                     | Aleksándr Zasyadko (1947-1948)     | PCU (b) |
| Industria de Carbón                               | Aleksándr Zasyadko                 | PCU (b) |
| Industria Eléctrica                               | Iván Kabanov                       | PCU (b) |
| Energía                                           | Dmitri Zhimerin                    | PCU (b) |
| Industria Química                                 | Mijaíl Pervujin (1946-1950)        | PCU (b) |
| Industria Química                                 | Serguéi Tijomírov (1950)           | PCU (b) |
| Industria de Caucho                               | Tijon Mitrojin                     | PCU (b) |
| Industria de Materiales de Construcción           | Lázar Kaganóvich (1946-1947)       | PCU (b) |
| Industria de Materiales de Construcción           | Simón Ginzburg (1947-1950)         | PCU (b) |
| Ingeniería de Transporte                          | Viacheslav Malyshev (1946-1947)    | PCU (b) |
| Ingeniería de Transporte                          | Iván Nosenko (1947-1950)           | PCU (b) |
| Ingeniería de Transporte                          | Yuri Maksarev (1950)               | PCU (b) |
| Construcción e Ingeniería Mecánica                | Konstantín Sokolov (1946-1949)     | PCU (b) |
| Construcción e Ingeniería Mecánica                | Semión Fomin (1949-1950)           | PCU (b) |
| Finanzas                                          | Arseni Zvérev (1946-1948)          | PCU (b) |
| Finanzas                                          | Alekséi Kosyguin (1948)            | PCU (b) |
| Finanzas                                          | Arseni Zvérev (1948-1950)          | PCU (b) |
| Agricultura                                       | Iván Benediktov                    | PCU (b) |
| Transporte Marítimo                               | Piótr Shirshov (1946-1948)         | PCU (b) |
| Transporte Marítimo                               | Aleksándr Afanásiev (1948)         | PCU (b) |
| Transporte Marítimo                               | Nikolái Novikov (1948-1950)        | PCU (b) |
| Transporte Fluvial                                | Zosima Shashkov                    | PCU (b) |
| Asuntos Internos                                  | Serguéi Kruglov                    | PCU (b) |
| Salud                                             | Gueorgui Miterev (1946-1947)       | PCU (b) |
| Salud                                             | Éfim Smirnov (1947-1950)           | PCU (b) |
| Justicia                                          | Nikolái Ryshkov (1946-1948)        | PCU (b) |
| Justicia                                          | Konstantín Gorshenin (1948-1950)   | PCU (b) |
| Abastecimiento                                    | Boris Dvinski                      | PCU (b) |
| Plantas Industriales                              | Nikolái Skvortsov                  | PCU (b) |
| Industria Textil                                  | Iván Sedin                         | PCU (b) |
| Industria Pesquera                                | Aleksándr Ishkov (1946, 1948-1950) | PCU (b) |
| Industria Pesquera                                | Konstantín Rusakov (1950)          | PCU (b) |
| Industria Pesquera del Este (1946-1948)           | Andréi Semiónovich                 | PCU (b) |
| Industria Pesquera del Oeste (1946-1948)          | Aleksándr Ishkov                   | PCU (b) |
| Industria Cárnica y Láctea                        | Pável Smirnov (1946)               | PCU (b) |
| Industria Cárnica y Láctea                        | Iván Kuzminij (1946-1950)          | PCU (b) |
| Seguridad Estatal                                 | Vsélvolod Merkúlov (1946)          | PCU (b) |
| Seguridad Estatal                                 | Víktor Abakúmov (1946-1950)        | PCU (b) |
| Construcción Militar y Obras Navales              | Simon Ginzburg (1946-1947)         | PCU (b) |
| Construcción Militar y Obras Navales              | Nikolái Dygái (1947-1949)          | PCU (b) |
| Ingeniería de Construcción                        | Nikolái Dygái (1949-1950)          | PCU (b) |
| Industria de Combustibles                         | Aleksándr Zademidko                | PCU (b) |
| Industria Pesada                                  | Pável Yudin                        | PCU (b) |
| Educación Superior                                | Serguéi Kaftánov                   | PCU (b) |
| Herramientas-Máquinas de Construcción             | Aleksándr Yéfremov (1946-1949)     | PCU (b) |
| Herramientas-Máquinas de Construcción             | Anatoli Kostounov (1949-1950)      | PCU (b) |
| Control del Estado                                | Lev Mejlis                         | PCU (b) |
| Comité Estatal de Cinematografía                  | Iván Bolshakov                     | PCU (b) |
| Trabajo y Empleo                                  | Vasili Pronin                      | PCU (b) |
| Industria de Equipos de Comunicación              | Iván Zubovich (1946-1947)          | PCU (b) |
| Industria de Equipos de Comunicación              | Alekseenko Gennady (1947-1950)     | PCU (b) |
| Industria Farmacéutica                            | Andréi Tretiakov                   | PCU (b) |
| Bienes de Consumo                                 | Nikolái Pronin                     | PCU (b) |
| Producción Pecuaria                               | Alekséi Kozlov                     | PCU (b) |
| Silvicultura                                      | German Motovilov (1947-1948)       | PCU (b) |
| Silvicultura                                      | Aleksándr Bovin (1948-1953)        | PCU (b) |
| Geología                                          | Iván Malyshev (1946-1949)          | PCU (b) |
| Geología                                          | Piótr Zajárov (1949-1950)          | PCU (b) |
| Reservas de Alimentos y Materiales                | Dmitri Fomin                       | PCU (b) |
| Construcción Urbana                               | Konstantín Sokolov (1949)          | PCU (b) |
| Construcción Urbana                               | Gueorgui Popov (1949-1950)         | PCU (b) |
| Presidente del Gosbank                            | Yákov Golev (1946-1948)            | PCU (b) |
| Presidente del Gosbank                            | Vasili Popov (1948-1950)           | PCU (b) |
| Comité Estatal de Planificación                   | Nikolái Voznesenski (1946-1949)    | PCU (b) |
| Comité Estatal de Planificación                   | Máksim Saburov (1949-1950)         | PCU (b) |